# Ranisankail
Ranisankail (en bengali : রাণীশংকৈল) est une upazila du Bangladesh dans le district de Rangpur. En 1991, on y dénombrait 156 107 habitants.